# Coleretico
I coleretici sono una classe di medicinali che aumentano la secrezione biliare, per colepoiesi (aumentata produzione) o idrocoleresi (secrezione di bile dal peso specifico, viscosità e contenuto solido diminuiti in conseguenza dell'aumentato contenuto in acqua). Queste azioni si verificano per stimolazione diretta del fegato.
Le sostanze ad azione coleretica debbono essere tenute distinte dalla sostanze ad azione colagoga, cioè in grado di stimolare il flusso biliare all'interno del duodeno.

## Utilizzi

### In cucina
Diversi vegetali e piante, come il carciofo, la cicoria, il boldo, la camomilla comune, il caffè, il rabarbaro e altre ancora, sono dotati di questa proprietà. La radice del fiore Curcuma, utilizzata principalmente per la preparazione del curry, un tipico ingrediente della cucina indiana, presenta anch'essa questa caratteristica.

### In medicina
I coleretici attraverso la loro azione determinano la formazione di bile meno satura in colesterolo e più ricca di sali biliari, che ne favoriscono la solubilizzazione.
Nel contempo sono in grado di determinare un regolare flusso della bile e un adeguato svuotamento della colecisti.
Vengono utilizzati come rimedi per alcune forme di malattia come la cirrosi biliare primitiva, in caso di dispepsia, eruttazioni, senso di gonfiore addominale, flatulenza e in tutte quelle affezioni che si associano ad alterata secrezione biliare, qualitativa o quantitativa, con produzione di bile sovrasatura di colesterolo.
Le sostanze coleretiche tendono a far abbassare i livelli di colesterolo proprio perché ne favoriscono l'escrezione per via biliare. Non possono comunque essere considerate molecole ad azione ipocolesterolemizzante.

## Effetti collaterali e indesiderati
Molti di questi composti, dopo assunzione per via orale, possono risultare fastidiosamente irritanti e scatenare diarrea acuta e crampi addominali, particolarmente in soggetti affetti da sindrome dell'intestino irritabile.

## Controindicazioni
I composti coleretici sono controindicati nei soggetti che presentano ostruzione delle vie biliari.